# Apanteles myrsus
Apanteles myrsus är en stekelart som beskrevs av Nixon 1965. Apanteles myrsus ingår i släktet Apanteles och familjen bracksteklar. Inga underarter finns listade i Catalogue of Life.